# Курмас
Курмас (ҡурмас) — традиционное национальное блюдо башкирской кухни. Распространено в кухнях бурят, казахов, монголов, татар, узбеков, чувашей.
Башкиры готовят курмас из пшеницы, ячменя, ржи, гороха и др. Цельные зёрна обжаривают в смазанном сливочным маслом котле, сковородке или прокаливают до золотисто-карамельного цвета. Курмас после обжарки иногда смешивают с мёдом или маслом.
Употребляется в сухом виде или заготавливается впрок. Толчённый курмас используется для приготовления различных каш (бутҡа, талҡан бутҡаһы), похлёбок (күҙә, өйрә), талкана, смешанный с мёдом или маслом подают к чаю.
Традиционно применялся для быстрого приготовления блюд во время проведения праздников каргатуя, земледельческих обрядов, религиозных праздников.